# Trèo cây Australia nâu
Trèo cây Australia nâu (danh pháp hai phần: Climacteris picumnus) là một loài chim lớn nhất trong họ Trèo cây Úc. Trèo cây Australia nâu là loài đặc hữu đông Australia và có phạm vi phân bố rộng rãi, chiếm các khu vực Cape York, Queensland, qua khắp New South Wales và Victoria đến Port Augusta và Flinders Ranges, Nam Úc. Hiện nay phổ biến từ vĩ tuyến 16 ˚N và 38 ˚ N, dân số loài này đã thu cụm lại từ các rìa của phạm vi trước khi người châu Âu đến Úc, suy giảm ở Adelaide và Cape York. Chúng được tìm thấy trong một phạm vi đa dạng của môi trường sống khác nhau từ các khu rừng ven biển, vùng đất cây bụi mallee, loài chim này thường chiếm giữ các môi trường sinh sống rừng có bạch đàn là chủ yếu đến độ cao lên tới 1000 m, tránh các khu vực cây bụi tầng dưới..